# Autofiktion
Autofiktion er en genre der blander fiktion og fakta. Oprindelig dækkede termen litterære værker, men den er siden tillige brugt om for eksempel tv-serier og film. På dansk er ordet 'fiktiobiografisme' også blevet foreslået som dækkende for begrebet.
Begrebet autofiktion opstod i 1977, introduceret lidt på skrømt og næsten som en spøg af den franske forfatter Serge Doubrovsky i forbindelse med udgivelsen af hans bog Fils.
Definitionen på autofiktion er "fiktionssættelse af privatlivet". Genren placerer sig således i mellem den traditionelle selvbiografi og romanen. Typisk behandler autofiktionelle værker en begrænset tidsperiode af forfatterens eget liv i mere eller mindre fiktionaliseret og æsteticeret form. Doubrovskys neologisme var  en reaktion på den franske selvbiografiforsker Philippe Lejeunes forskning, der taler om "en pagt" mellem læser og forfatter hvis en bog er selvbiografisk, men som ikke havde yderligere blik for blandformer mellem fiktion og fakta. Som litterær genre placerer autofiktion sig således imellem den traditionelle selvbiografi og romanen. Typisk behandler autofiktioner en begrænset tidsperiode af forfatterens eget liv i mere eller mindre fiktionaliseret og æsteticeret form.
I autofiktion i snæver forstand deler hovedpersonen i værket navn med virkelighedens person, men mange har haft en tendens til at kalde alle romaner med stærkt selvbiografisk indhold for autofiktioner. Især i Frankrig har begrebet været omdiskuteret og er desuden kommet i vanry blandt forfattere, journalister og enkelte litterater. Den mest simple form for definition, fremsat af bl.a. Stefan Kjerkegaard, foreslår imidlertid at autofiktion blot er en skønlitterær genre hvor der er navnelighed mellem forfatter, hovedperson og fortæller, men ikke nødvendigvis empirisk lighed. Denne definition er uden værdisætning og forsøger at undgå en holdningskonflikt angående hvad der er fiktion og hvad der er ikke-fiktion, et spørgsmål som ofte får sindene i kog. Det er dog klart at spændet mellem navnelighed og empirisk lighed kan udnyttes forskelligt, alt afhængigt af hvor æsteticeret (dvs. skønlitterær) formen er. Visse autofiktioner som fx Bjørn Rasmussens Huden er det elastiske hylster der omgiver hele legemet (2011) er i høj grad æsteticeret og kalder derfor ikke i så høj grad på etiske læsninger. Hvorimod den norske Karl Ove Knausgårds Min kamp (2009-2011) i hvert fald i sin litterære form er mindre æsteticeret og derfor bliver genstand for etiske diskussioner. Rasmussens bog er således udtryk for en helt anden opfattelse af forholdet mellem sprog og virkelighed end Knausgårds, hvorfor de, til trods for at begge kan kategoriseres som autofiktioner, kan være vanskelige at sammenligne yderligere. Det er klart at man med Knausgårds roman får mere ud af også at læse efter henvisninger til virkeligheden end i Rasmussens tilfælde, der ikke i samme grad inviterer til dette. At der sådan arbejdes med flere sandhedsbegreber på samme tid, gør præcis autofiktioner til oplagte emner for en kontrovers. Kontroversen begynder allerede med Lejeune og Doubrovsky, der arbejder med forskellige opfattelser af sandheden. For Lejeune er fiktioner ofte lig med løgn, imens de for Doubrovsky ofte er det tætteste på sandheden vi kommer. Således skyldes kontroverserne ikke at bøgerne er autofiktioner, men at de gennem brugen af det selvbiografiske og referentielle i en mere eller mindre kunstnerisk form, bevidst eller ubevidst, støder imod forskellige sandhedsbegreber og dermed en række misforståelser. Herhjemme har vi inden for de senere år set det med Jørgen Leth, Knud Romer, Yahya Hassan og uden for DKs grænser fx med Knausgård, Michel Houellebecq eller James Frey.

## Danske autofiktionelle forfattere
Af danske forfattere der har skrevet autofiktionelle værker kan nævnes: 
- Suzanne Brøgger
- Katrine Marie Guldager
- Thorkild Hansen
- Yahya Hassan
- Tine Høeg
- Lone Hørslev
- Kristian Ditlev Jensen
- Morten Kirkskov
- Josefine Klougart
- Pablo Llambías
- Claus Beck-Nielsen / Madame Nielsen
- Morten Pape
- Odile Poulsen
- Bjørn Rasmussen
- Knud Romer
- Morten Sabroe
- Christel Wiinblad

## Udenlandske autofiktionelle forfattere
- Marguerite Duras
- Michel Houellebecq
- Dag Solstad
- Stig Larsson
- Tomas Espedal
- Annie Ernaux
- Karl Ove Knausgård
- Vladimir Oravsky
- Camille Laurens
- Brigitte Lozerec'h
- Catherine Millet
- Amélie Nothomb
- Georges Perec

## Andre litterære blandingsformer
Autofiktion omtales nogle gange nedladende som misery memoir da der ofte er tale om stærkt emotionelle emner og livskriser. 
Genren faktion blander også fiktion og fakta, men behandler typisk ikke personlige eller private emner. Den ligger oftere tæt på det der i filmens verden kaldes mokumentar det vil sige fiktionspræget dokumentarisme. 
Begrebet livsfortælling bruges om en fortælling skabt på basis af en persons virkelige liv, men den er sjældent æstetisk behandlet og fiktionaliseret som autofiktion. Livsforælling ligger tættere på selvbiografi i en slags komprimeret form.  